# Arhopala helius
Arhopala helius är en fjärilsart som beskrevs av Pieter Cramer 1782. Arhopala helius ingår i släktet Arhopala och familjen juvelvingar. Inga underarter finns listade i Catalogue of Life.

## Bildgalleri

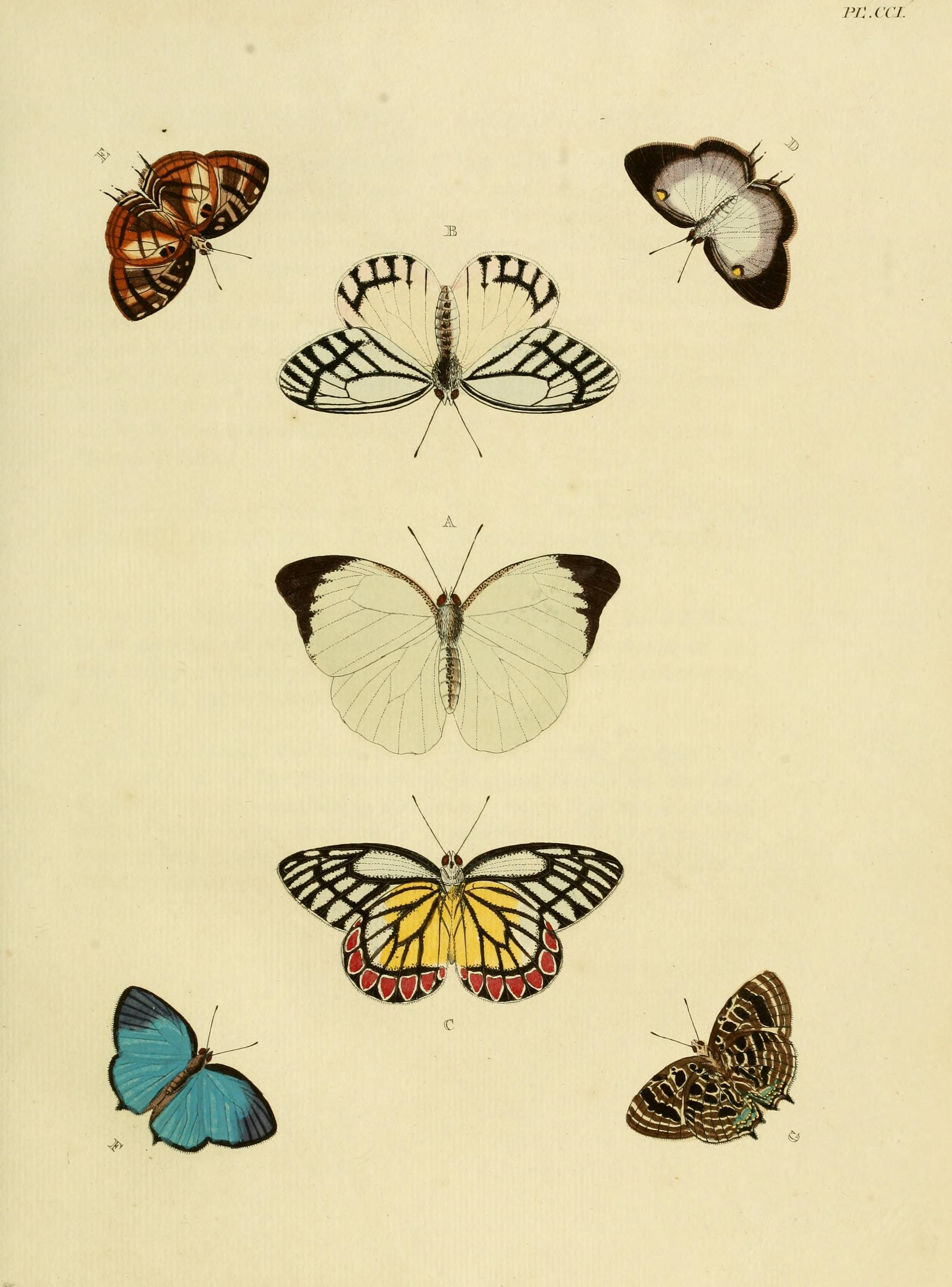